# FiberCop

PTE FiberCop

FiberCop S.p.A. è un'azienda italiana che opera nel mercato delle infrastrutture di rete, fornendo agli operatori autorizzati servizi di accesso alla propria rete secondaria passiva.
Fondata ad aprile 2021, ha incorporato le attività precedentemente svolte da Flash Fiber S.r.l.

## Storia

Logo di FiberCop dal 2021 al 2025

FiberCop è operativa dal 1º aprile 2021. Sono confluite all'interno della nuova realtà la rete secondaria di TIM e la rete in fibra ottica sviluppata da Flash Fiber. La società era originariamente controllata per il 58% da TIM, per il 37,5% dal fondo KKR e per la restante quota da Fastweb.
Il 3 marzo 2021 il consiglio di amministrazione ha nominato Carlo Filangieri amministratore delegato della società. Il presidente è Massimo Sarmi.
Nel luglio 2022, il Gruppo TIM annuncia un piano industriale che, tra le altre cose, ambisce ad una riduzione importante dell’indebitamento finanziario dell'azienda. La strategia prevede di separare gli asset infrastrutturali della rete fissa (NetCo) da quelli dei servizi (ServCo), con l'obiettivo di monetizzare successivamente attraverso la cessione del ramo NetCo. Nei mesi successivi, diversi fondi mostrano interesse per l'acquisizione della NetCo, tra cui il fondo di investimento americano KKR, che valuta l'asset circa 23 miliardi di euro e si impegna a presentare un'offerta formale di acquisizione.
Ad agosto 2023, il Ministero dell'Economia e delle Finanze (MEF) del Governo Italiano sigla un memorandum of understanding (MoU) con KKR. L’accordo prevede la formulazione di un’offerta vincolante che stabilisce l’ingresso del MEF nella NetCo nella percentuale fino al 20%.
A ottobre 2023 TIM comunica di aver ricevuto dal fondo d'investimento americano KKR un'offerta vincolante su NetCo, relativa alle attività di rete fissa di TIM, inclusa FiberCop.
A novembre 2023, con l'obiettivo di semplificare e accelerare il processo di vendita della NetCo, viene sottoscritto un transaction agreement per conferire a FiberCop il ramo d'azienda comprendente le attività della rete primaria e di wholesale, nonché l'intera partecipazione della controllata Telenergia.
Contestualmente TIM cede la propria partecipazione in FiberCop alla società Optics BidCo, controllata di KKR. L'attività di cessione è valorizzata 18,8 miliardi di euro, espandibili fino a 22,0 miliardi di euro comprensivi di earn-out legati al verificarsi di determinate condizioni, tra le quali la possibile fusione futura tra FiberCop e Open Fiber. L'operazione di cessione è stata poi approvata dalla Commissione Europea a maggio del 2024.
A giugno 2024 anche Fastweb dichiara di aver raggiunto un accordo per la cessione della sua quota (pari al 4,5%) a Optics BidCo, per un corrispettivo in cash di 438,7 milioni di euro, rendendo momentaneamente KKR unico azionista di FiberCop.
Il 1º luglio 2024 viene resa operativa la "nuova" FiberCop, una società fornitrice di servizi di connettività end-to-end su tutto il territorio nazionale e interamente controllata da un gruppo di investitori guidati dal fondo KKR insieme al MEF del Governo Italiano, l'ADIA, la CPP Investment e F2i. Lo stesso giorno, la società conferma Massimo Sarmi come presidente e nomina Luigi Ferraris come amministratore delegato. Ferraris si dimetterà nel gennaio 2025.
A luglio del 2025, ad un anno dallo scorporo, FiberCop rinnova il proprio sito e adotta un nuovo logo, abbandonando il precedente simbolo ereditato da TIM per adottarne uno nuovo.

## Azionariato
FiberCop S.p.A. è controllata per circa il 37,8% da Optics BidCo S.p.A., le cui azioni sono interamente detenute da Optics HoldCo S.r.l., indirettamente controllata da fondi gestiti da Kohlberg Kravis Roberts & Co. L.P. Fanno parte del consorzio anche il Ministero dell'Economia e delle Finanze del Governo Italiano con il 16%, Azure Vista C 2020 S.à r.l. e 13545369 Canada Inc. con circa il 17,5% ciascuno, e F2i Fibra S.r.l. con circa l'11,2%.